# Охридска архиепархия (Римокатолическа църква)
Охридската епархия (на латински: Archidioecesis Achridanus seu Ochridanus) е бивша архиепархия на Римокатолическата църква със седалище в македонския град Охрид, Северна Македония.
Епархията е възстановена в 1647 година вследствие на усилията на Конгрегацията за разпространение на вярата да привлече православните към католицизма. За пръв епископ е ръкоположен хърватинът Рафаел Левакович в 1647 година, който обаче умира на път към катедрата си. Последван е от албанецът Андреа Богдани, който обаче също не отива в Охрид от страх за живота си. Третият и последен архиепископ е българинът Франческо Соймирович. В 1661 година архиепископията е закрита и присъединена към Скопската архиепископия.
Архиепископи
| Име                                          | Име                             | Управление                     | Забележка               | Години                 |
| -------------------------------------------- | ------------------------------- | ------------------------------ | ----------------------- | ---------------------- |
| Никола                                       | Nikola                          | 19 март 1320 – ?               |                         |                        |
| Матей                                        | Matteo                          | 1517 – ?                       |                         |                        |
| Рафаел Левакович                             | Raphael Levacovich              | 27 май 1647 – 1 декември 1649  |                         | 1597 – 1 декември 1649 |
| Андреа Богдани                               | Andrea Bogdani (Bogadano)       | 27 февруари 1651 - 6 март 1656 | в архиепископ на Скопие | 1607 – 1683            |
| Франческо Соймирович                         | Franjo Soimirovic (Svimirovich) | 20 март 1656 – 1661            |                         |                        |
| Андреа Богдани (апостолически администратор) | Andrea Bogdani (Bogadano)       | 18 декември 1675 – 1677        | подал оставка           | 1607 – 1683            |

Титулярни архиепископи (латински обряд)
| Име                         | Име                                    | Управление                           | Забележка                                        | Години                              |
| --------------------------- | -------------------------------------- | ------------------------------------ | ------------------------------------------------ | ----------------------------------- |
| Базилио Матранга            | Basilio Matranga                       | 7 октомври 1726 – 7 април 1748       |                                                  | 1677 – 7 април 1748                 |
| Луиджи Мария Кардели        | Luigi Maria Cardelli                   | 11 септември 1832 – 11 юли 1868      |                                                  | 28 август 1777 – 11 юли 1868        |
| Леополдо Анджело Сантанке   | Leopoldo Angelo Santanchè              | 3 март 1871 – 3 април 1876           | в архиепископ на Фабиано и Мателика, лична титла | 3 октомври 1818 – 10 февруари 1883  |
| Алесандър Балжан            | Alessandro (Alexandre) Balgy (Balgean) | 16 април 1877 – 5 декември 1884      |                                                  | 16 юли 1814 – 5 декември 1884       |
| Плачидо Петачи              | Placido Petacci                        | 27 март 1885 – 13 август 1885        |                                                  | 26 декември 1824 – 13 август 1885   |
| Андреа Аюти                 | Andrea Aiuti                           | 31 март 1887 – 12 юни 1893           | в титулярен архиепископ на Тамятис               | 17 юни 1849 – 28 април 1905         |
| Рафаеле д'Амброзио          | Raffaele d’Ambrosio                    | 14 юли 1893 – 1901                   |                                                  | 1 февруари 1810 – 1901              |
| Майкъл Кели                 | Michael Kelly                          | 20 юли 1901 – 16 август 1911         | в архиепископ на Сидни                           | 13 февруари 1850 – 8 март 1940      |
| Анхел Мария Перес и Сесилия | Ángel María Pérez y Cecilia            | 18 юни 1915 – 18 декември 1918       | в архиепископ на Вераполи                        | 10 февруари 1872 – 14 юни 1945      |
| Ян Феликс Чепляк            | Jan Feliks Cieplak                     | 29 март 1919 – 14 декември 1925      | в архиепископ на Вилнюс                          | 17 август 1857 – 17 февруари 1926   |
| Клето Касани                | Cleto Cassani                          | 1 юли 1929 – 11 март 1939            |                                                  | 8 септември 1866 – 11 март 1939     |
| Александър Вашон            | Alexandre Vachon                       | 11 декември 1939 – 22 май 1940       | в архиепископ на Отава                           | 16 август 1885 – 30 март 1953       |
| Емил Морис Гери             | Emile Maurice Guerry                   | 31 май 1940 – 2 декември 1952        | в архиепископ на Кобре                           | 28 септември 1891 – 11 март 1969    |
| Хосе Умберто Кинтеро Пара   | José Humberto Quintero Parra           | 7 септември 1953 – 31 август 1960    | в архиепископ на Каракас                         | 22 септември 1902 – 8 юли 1984      |
| Мигел Патернайн             | Miguel Paternain                       | 21 септември 1960 – 19 октомври 1970 |                                                  | 16 ноември 1894 – 19 октомври 1970  |
| Марио Скиерано              | Mario Schierano                        | 28 август 1971 – 28 октомври 1990    |                                                  | 26 октомври 1915 – 28 октомври 1990 |
| Варкей Витаятил             | Varkey Vithayathil                     | 11 ноември 1996 – 19 април 1997      | в титулярен архиепископ на Антиное               | 29 май 1927 – 1 април 2011          |

Титулярни архиепископи (арменски обряд)
| Име            | Име              | Управление                    | Забележка                                                          | Години                   |
| -------------- | ---------------- | ----------------------------- | ------------------------------------------------------------------ | ------------------------ |
| Ховсеп Рокосян | Joseph Rokossian | 22 октомври 1911 - 1 юли 1928 | викарен епископ на киликийския патриарх, в архиепископ на Истанбул | 15 май 1848 – 8 юни 1931 |